# Tormásborosznó
Tormásborosznó (szlovákul Chrenovec-Brusno) település Szlovákiában, a Trencséni kerület Privigyei járásában. Nyitratormás (Chrenovec) és Nyitraborosznó (Brusno) egyesülésével jött létre.

## Fekvése
Privigyétől 7 km-re keletre fekszik.

## Története
Nyitratormást 1243-ban említik először. Nyitraborosznó 1244-től a bajmóci váruradalom része.
A két anyaközség 1919-ig Magyarországhoz, Nyitra vármegye Privigyei járásához tartozott.
Nyitratormást és Nyitraborosznót 1960-ban egyesítették Tormásborosznó néven. 1976-ban a településhez csatolták Hársas (Lipnik) községet, amely 1990-ben ismét önállósult.

## Népessége
| Év:            | 1994. | 2004.   | 2014.   | 2024.   |
| -------------- | ----- | ------- | ------- | ------- |
| Emberek száma: | 1279  | 1335    | 1366    | 1413    |
| Eltérés:       |       | +4,37 % | +2,32 % | +3,44 % |

| Év:            | 2023. | 2024.   |
| -------------- | ----- | ------- |
| Emberek száma: | 1418  | 1413    |
| Eltérés:       |       | -0,35 % |

2001-ben Tormásborosznó 1281 lakosából 1264 szlovák volt.
2011-ben 1383 lakosából 1335 szlovák.

## Nevezetességei

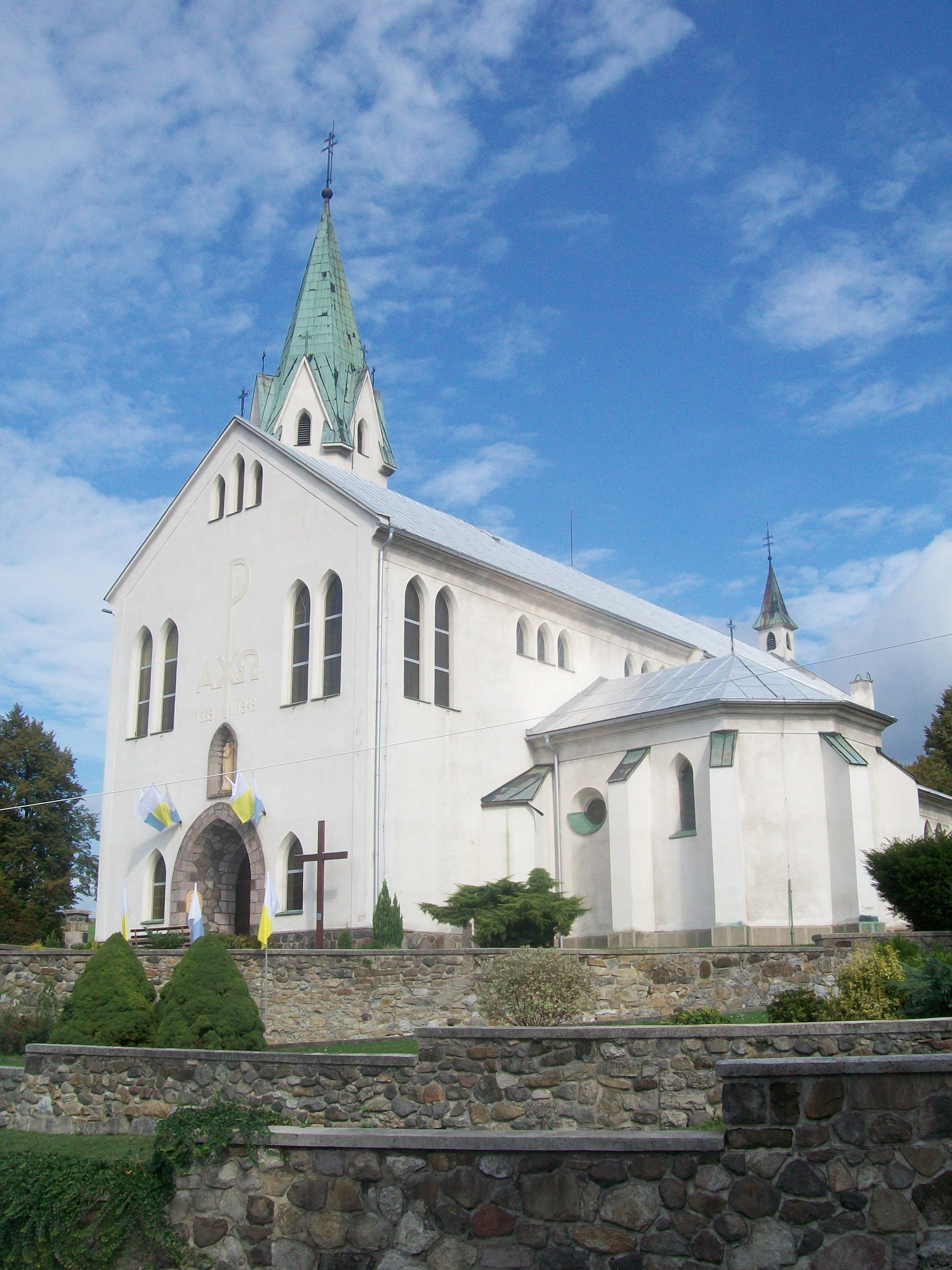
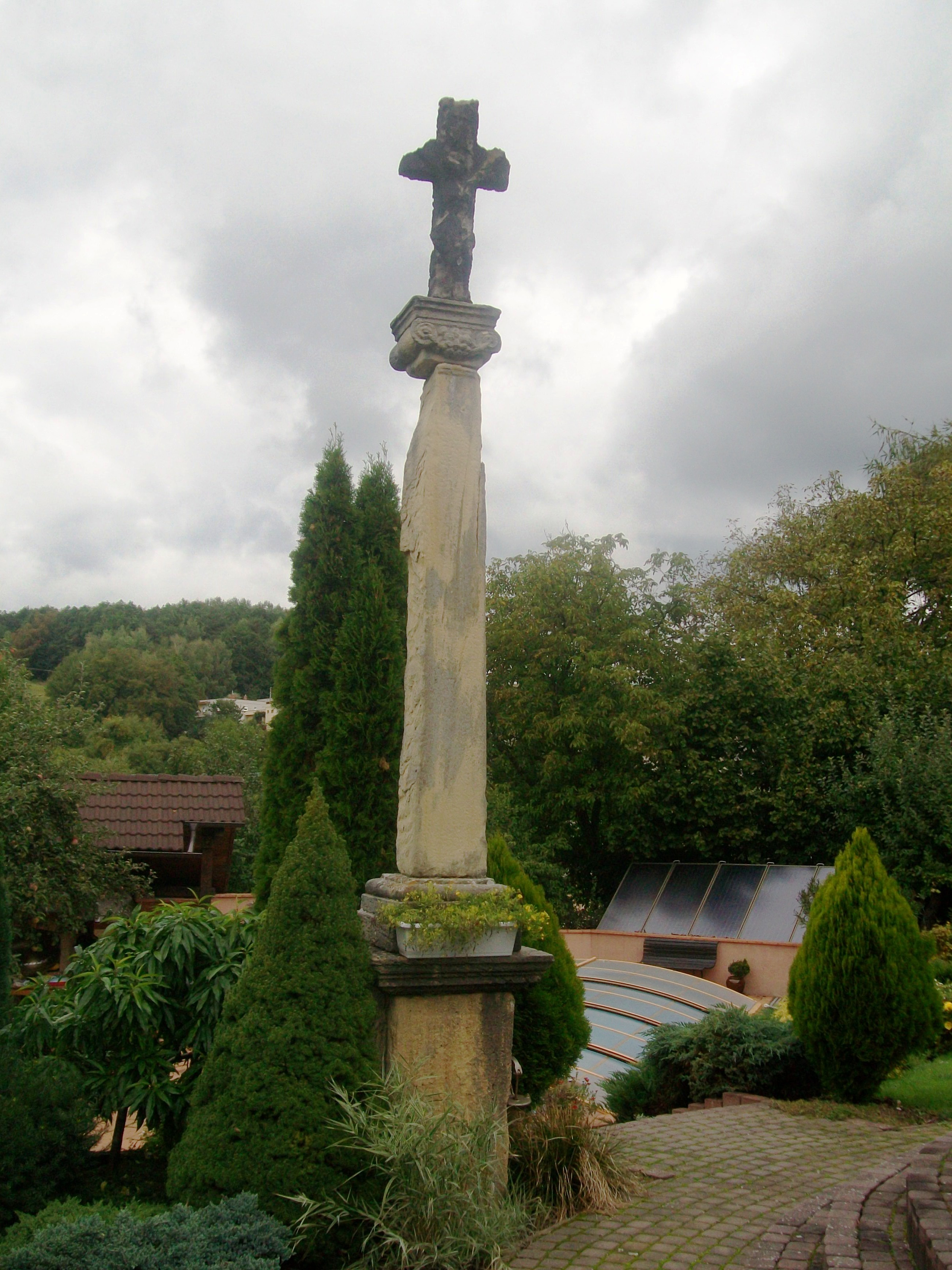
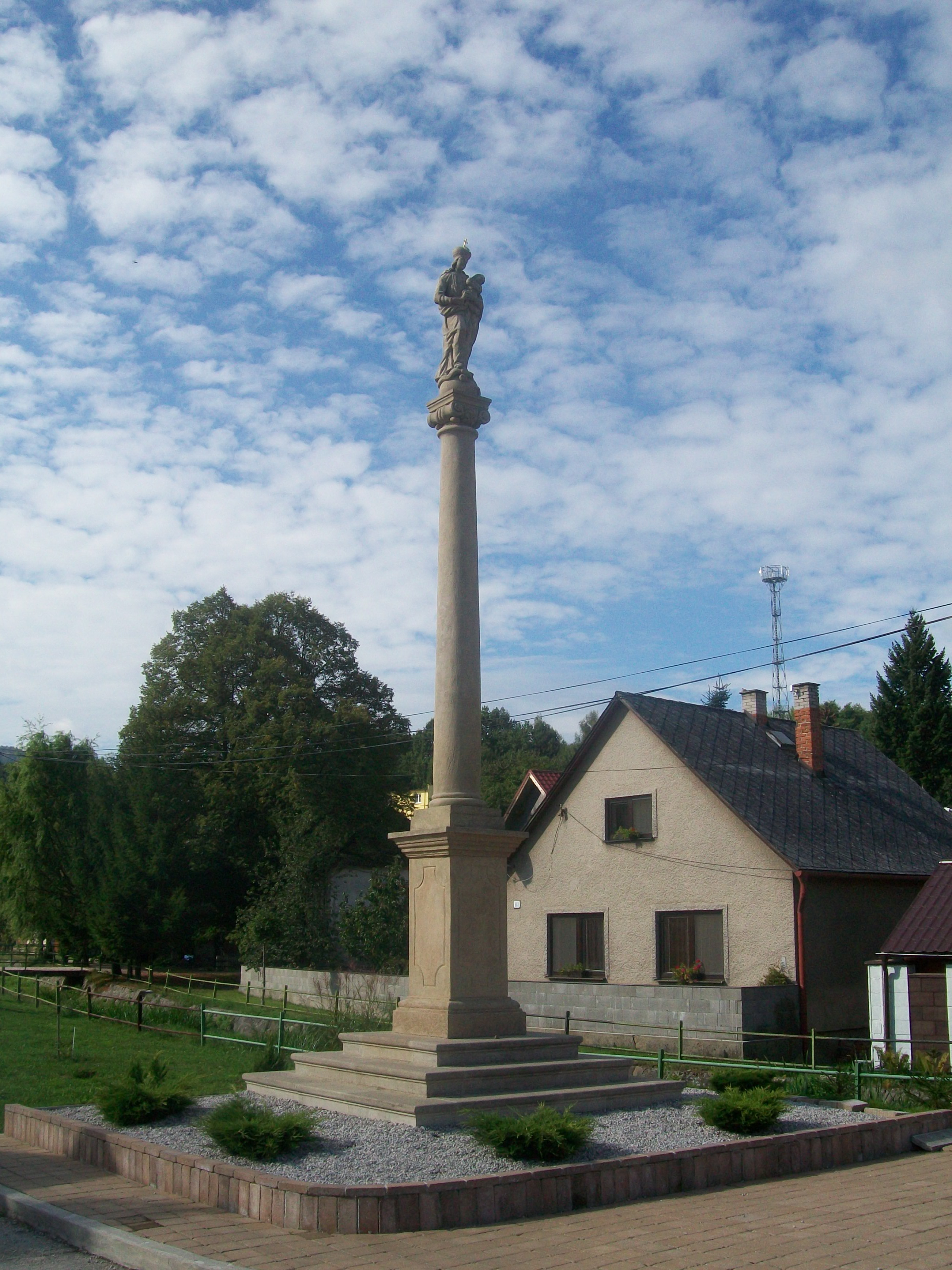
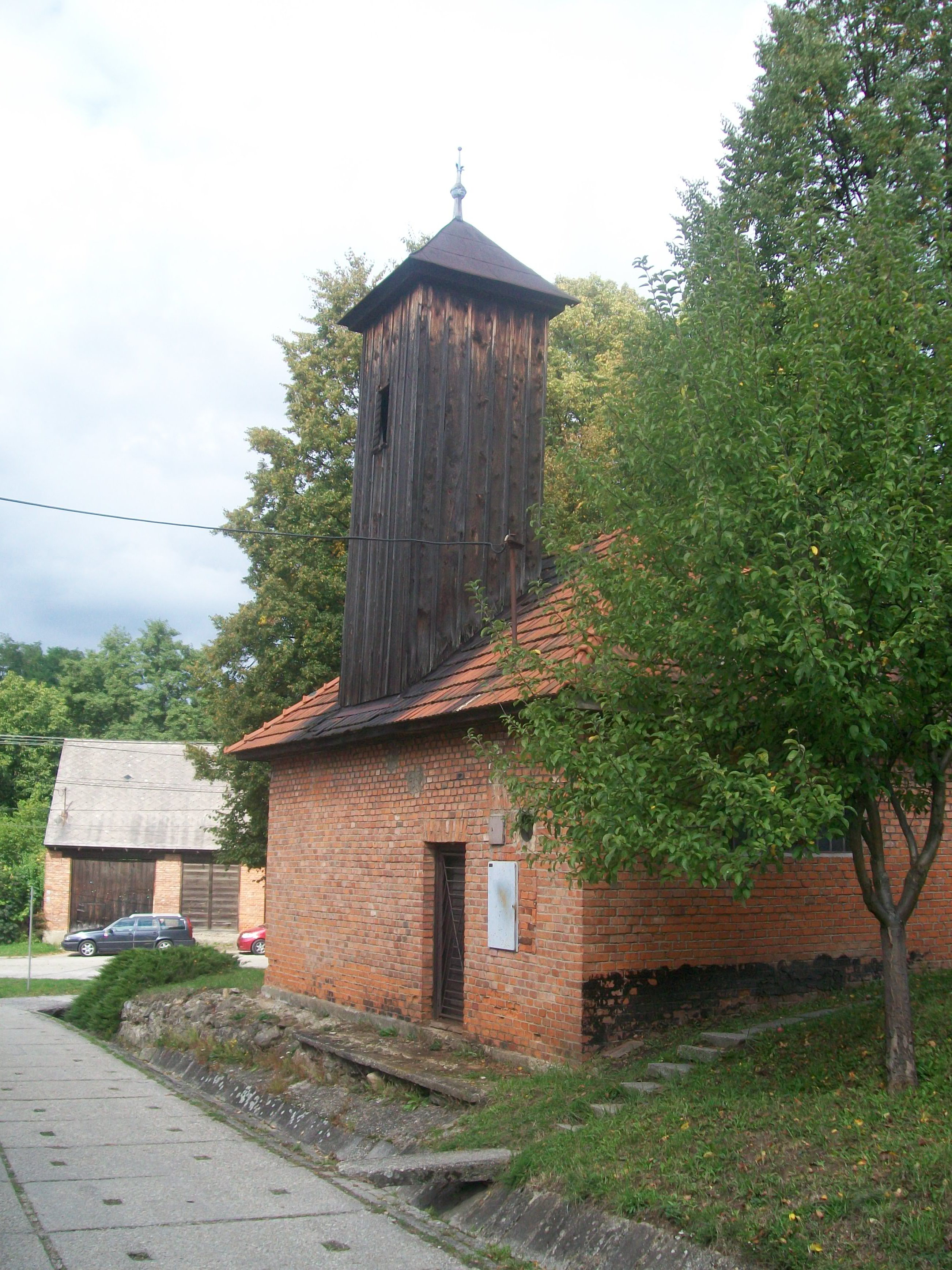
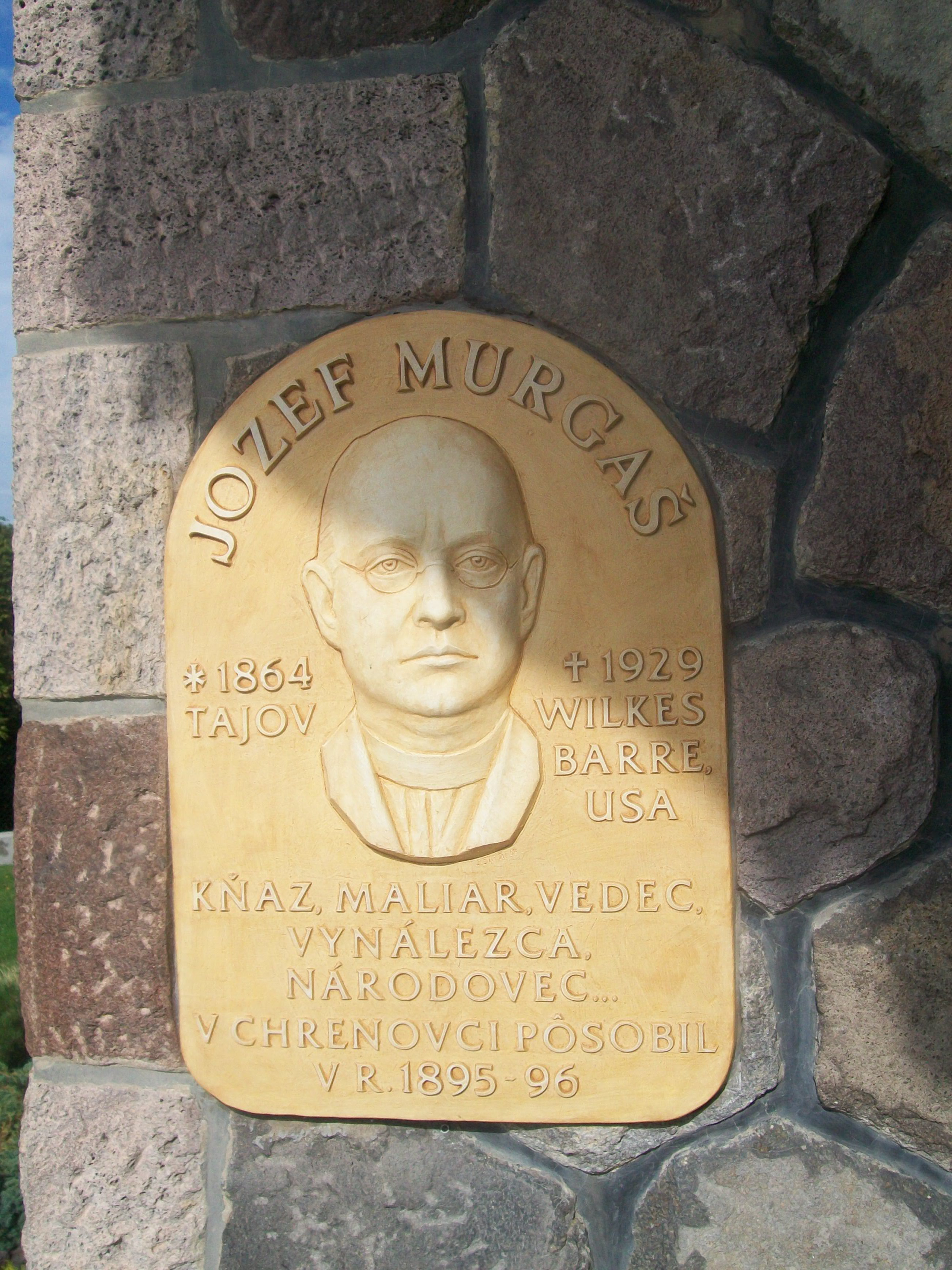

- Római katolikus temploma eredetileg gótikus volt, a 14. században épült. 1947-ben bővítették, berendezése részben 18. századi. 1517-ben készült késő gótikus domborműve a bajmóci múzeumban látható.

## Lásd még
- Nyitraborosznó
- Nyitratormás